# Pacific Rim (rugby a 15)
Il Pacific Rim, noto anche come Epson Cup per ragioni di sponsorizzazione, fu un torneo internazionale di rugby a 15 disputato tra il 1996 e il 2001 tra le squadre nazionali di Paesi appartenenti all'area geografica dell'Anello del Pacifico (in inglese: Pacific Rim).
La competizione, organizzata dall'International Rugby Board, dall'edizione 1996 a quella 1998 è stata disputata dalle nazionali di Canada, Giappone, Hong Kong, Stati Uniti. Dall'edizione 1999 il torneo è stato esteso a sei squadre con l'introduzione delle Nazioni del Pacific Tri-Nations, Figi, Tonga e Samoa, in sostituzione ad Hong Kong per le ultime tre edizioni.
Nel 2001, al termine dell'ultima edizione, disputata con una formula nuova che ne sancì la crisi: in una sola settimana a Tokyo, dopo che furono disputati dei match preliminari per ridurre a 4 le squadre, la competizione venne soppressa.
L'Epson Cup si concluse al completamento dell'accordo di sponsorizzazione originale, tuttavia, il Pacific Tri-Nations proseguì per quattro anni, quando l'International Rugby Board (oggi World Rugby, organo di governo del rugby a 15 a livello mondiale) decise di formare, nel 2006, l'IRB Pacific Nations Cup, inizialmente anche nota come Sei Nazioni del Pacifico.

## Albo d’oro
| Anno | Vincitore | 2ª classificata |
| ---- | --------- | --------------- |
| 1996 | Canada    | Hong Kong       |
| 1997 | Canada    | Hong Kong       |
| 1998 | Canada    | Hong Kong       |
| 1999 | Giappone  | Samoa           |
| 2000 | Samoa     | Figi            |
| 2001 | Figi      | Samoa           |